# Frente de batalha

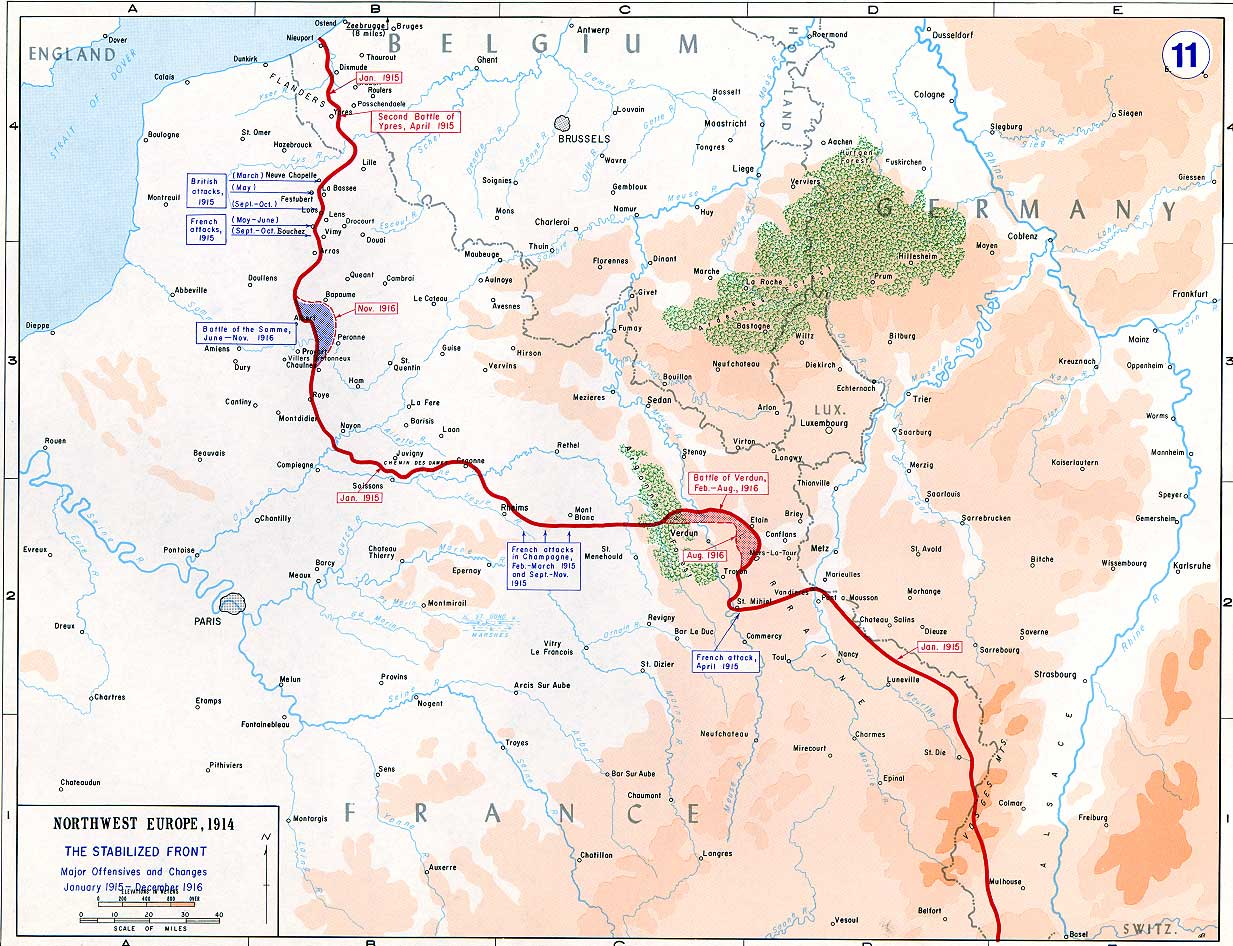
A Frente Ocidental em 1915–16

Em um contexto militar, Frente, front ou frente de batalha pode carregar diversos significados. O termo pode significar uma fronteira armada contestada por forças opostas, seja ela local, tática, ou abrangendo todo um teatro de operações. Uma frente típica foi a Frente Ocidental na França e Bélgica durante a Primeira Guerra Mundial.
Adicionalmente, o exército russo (e, posteriormente, o exército soviético) e o exército polonês utilizavam o termo "frente" para se referir a formações militares do tamanho de um grupo de exércitos.